# Miroslav Vilhar
Miroslav Vilhar (* 7 de septiembre de 1818 en Planina (cerca de Postojna),† 6 de agosto de 1871 en Knežak) fue un poeta, dramaturgo, político y compositor esloveno.

## Su vida
Nació en una familia muy rica. Su padre era propietario de castillo Kalec. La escuela primaria terminó en Postojna, la escuela secundaria en Koroška y después entró en la universidad en Viena. Años después terminó estudios de derecho, se casó y volví en castillo Kalec a vivir. En esta época empezó escribir sus obras. Primero como compositor, después como poeta. En los años que siguen se convirtió en corazón de todo lo que pasaba en Notranjska. En 1861 era elegido en primero congreso de Kranjska como diputado que presentaba los agricultores.
En año 1863 publicaba el periódico Naprej, un periódico político con textos nacionales y revolucionarios..
Era también un grande despertador nacional. Con sus amigos organizó «campamento de Pivka» en 9 de mayo de 1869 que tomó lugar en su casa castillo de Kalec. Participaron casi siete mil personas. La lema que estaba escrita en muchos monumentos eran sus versos de una poema: «Čujte dore in bregovi da sinovi Slave smo!» (escuchan montañas y márgenes de los ríos que nosotros somos los hijos de Slava – Eslovenia como la nombraron en esta época).
Esta lema es todavía muy importante en Eslovenia, especialmente en Notranjska y Primorska. Vilhar todavía es una persona muy importante en estas partes de Eslovenia.

## Su obra
Poemas:
Po jezeru
Lipa zelenela je
Zagorski zvonovi
Rožic ne bom trgala
Otras obras:
Jamska Ivanka, 1850,
Pesmi, 1860,
Vilharjeve igre, 1865-66
Žabjanke, 1865
- Datos: Q464943
- Multimedia: Miroslav Vilhar / Q464943